# Айхетта (нижний приток Хетты)
Айхетта (Сетаяха) (устар. Ай-Хетта) — река в России, протекает по Ямало-Ненецкому АО. Устье реки находится в 5 км по левому берегу реки Хетта. Длина реки составляет 19 км.

## Данные водного реестра
По данным государственного водного реестра России относится к Нижнеобскому бассейновому округу, водохозяйственный участок реки — Надым. Речной бассейн реки — Надым.
Код объекта в государственном водном реестре — 15030000112115300049044.